# 安华镇
安华镇，是中国浙江省绍兴市诸暨市下辖的一个镇。

## 行政区划
下辖以下地区：
安华街社区、五指山村、安华村、湖头村、霞丽村、球山村、丰江周村、新一村、三合村、河杨村、蔡家畈村、浣丰村、珠峰村、勤荣村、三联村、长林村、宣何村、矿亭村、越善村、勾嵊村和双峰村。

## 名人
- 藏於安华镇的《周氏宗谱》记载有多位於周氏族人進士，包括魯迅祖父周福清。[2]
- 許國利，2020年杭州来惠利失踪案嫌犯。